# Herzog von Narbonne-Lara
Der Titel Herzog von Narbonne-Lara war ein kurzlebiger Adelstitel, der erst 1780 geschaffen wurde und bereits 1834 mit dem zweiten Herzog wieder erlosch. Der erste Herzog entstammt der Familie der ehemaligen Vizegrafen von Narbonne aus dem Haus Manrique de Lara, was den Familiennamen erklärt.
Das bekannteste Familienmitglied ist Françoise de Châlus, seit 1749 die Ehefrau späteren (1780) Herzogs und Mätresse des französischen Königs Ludwig XV. Es ist daher mehr als nur möglich, dass der König der tatsächliche Vater ihrer beiden 1750 und 1755 geborenen Söhne ist.

## Stammliste
1. François II. de Narbonne, Seigneur de Birac et d’Aubiac († 1744); ⚭ I 1706 Iphigénie-Charlotte-Octavie de Cassagnet († 1714), Tochter von Jean-Jacques de Cassagnet, Marquis de Fimarcon; ⚭ II 1715 Angélique-Olive du Gout (de Goth, d. h. aus der Familie des Papstes Clemens V.)
  1. (1) 2 Töchter, † jung
  2. (2) Jean-François (* 1718; † 1806), Comte de Narbonne-Lara, 1780 1. Duc de Narbonne-Lara, 1789 Grande de España, französischer Feldmarschall; ⚭ 1749 Françoise de Châlus, Tochter von Gabriel de Châlus, Seigneur de Sansac
    1. Philippe-Louis-Marie-Christophe Innocent Jules de Narbonne-Lara (* 1750; † 1834), 2. Duc de Narbonne-Lara, Grande de España de 1. Clase () genannt Vicomte de Narbonne-Lara, Generalleutnant; ⚭ 1771 Françoise-Claudine de la Roche-Aymon (* 1750), Tochter von Antoine-Louis-François, Seigneur de la Roche-Aymon, genannt Comte de la Roche-Aymon, französischer Feldmarschall, und Françoise-Charlotte Bidal d’Asfeld, Tochter von Claude François Bidal, 1er marquis d’Asfeld, Marschall von Frankreich,
    2. Louis-Victor-Theau-Raphaël-Simon, alias Louis-Amalric, de Narbonne-Lara (* 1755; † 1813), 1810 Comte de l’Empire; ⚭ 1782 Marie-Adélaïde de Montholon (* 1767; † 1848), Tochter von Nicolas de Montholon
      1. Louise-Amable de Narbonne (* 1786; † 1849); ⚭ 1806 Hermano José Braamcamp de Almeida Castelo-Branco, 1. Conde de Sobral († 1846)
      2. Marie-Adélaïde de Narbonne (* 1790; † 1856); ⚭ 1808 Claude-Philibert Barthelot, comte de Rambuteau (* 1781; † 1869)
      3. (unehelich, Mutter: Jeanne Pitrot-Verteil) Louis-Jean-Amalric de Narbonne
      4. (unehelich, Mutter: Louise Contat) Louise de Narbonne (* 1788); ⚭ 1811 Jan Frederik Abbema

  3. (2) François de Narbonne-Lara, Bischof von Gap
  4. (2) François, genannt l’Abbé de Narbonne, Abt von Saint-Michel de Tonnerre
  5. (2) Françoise de Narbonne-Lara; ⚭ Marc-Antoine, Comte de Montesquiou-Marsan († 1783)

## Quelle
- http://grandesp.org.uk/historia/gzas/narbonnelara.htm